# 東北ニプロ製薬
東北ニプロ製薬株式会社（とうほくニプロせいやく）はかつて存在した医薬品の製造会社。ニプロファーマの子会社であった。

## 概要
当社は元々、中外製薬の鏡石工場として竣工。1996年に分社化され東北中外製薬（とうほくちゅうがいせいやく）となったが、2005年に鏡石工場及び東北中外製薬の全株式をニプロに譲渡。ニプログループの一員となったため、事業譲渡と同時に商号も変更した。
中外製薬時代にはドリンク剤・診断薬・坐薬の製造が行われていたが、2005年以降は固形剤を中心とした受託製造に特化した。49,637m2の広大な敷地の中に第一固形剤棟、第二固形剤棟、軟膏剤棟といった複数の建物が並ぶ。なお、総敷地面積の内の33,157m2が余積されている。
2011年3月11日に発生した東日本大震災で甚大な被害を受け、一時操業休止状態が続いていたが、発生直後から行われた復旧工事により、軟膏剤棟は同年6月30日に、第一固形剤棟は同年8月10日にそれぞれ復旧しており、残る第二固形剤棟も同年9月1日に復旧したことで完全復旧を果たし、震災前の生産体制に戻りつつある。
2012年4月のグループ再編に伴い、当社の親会社がニプロからニプロファーマに移管された。
2014年10月、親会社のニプロファーマに吸収合併され解散した。

## 沿革
- 1946年（昭和21年）9月 - 「中外製薬株式会社鏡石工場」を竣工。
- 1996年（平成8年）9月2日 - 「東北中外製薬株式会社」を会社設立。
- 2000年（平成12年）5月 - 軟膏剤棟竣工。
- 2005年（平成17年）7月1日 - 鏡石工場及び東北中外製薬の株式を「ニプロ株式会社」へ譲渡。同時に「東北ニプロ製薬株式会社」に商号変更。
- 2008年（平成20年）10月31日 - 第二固形剤棟竣工。
- 2012年（平成24年）4月1日 株式交換に伴い、当社の親会社がニプロファーマに変更。
- 2014年（平成26年）10月1日 - 親会社のニプロファーマに吸収合併され解散。

## 主要取引先
- 協和発酵キリン
- 塩野義製薬
- 中外製薬
- 日医工

他